# (5956) d'Alembert
(5956) d'Alembert est un astéroïde de la ceinture principale.

## Description
(5956) d'Alembert est un astéroïde de la ceinture principale. Il fut découvert par Eric Walter Elst le 13 février 1988 à La Silla. Il présente une orbite caractérisée par un demi-grand axe de 2,7149 UA, une excentricité de 0,2899 et une inclinaison de 8,9547° par rapport à l'écliptique.
Il fut nommé en hommage au mathématicien, philosophe et encyclopédiste français Jean Le Rond d'Alembert.

## Compléments